# Gustaw Romer
Gustaw Romer (ur. 17 stycznia 1846, zm. 10 grudnia 1903) – prawnik, bankowiec, poseł do Sejmu Krajowego Galicji IV, V, VI i VII kadencji (1877–1901), właściciel dóbr Zabełcze.
Wybrany do Sejmu Krajowego z I kurii obwodu Sącz, z okręgu wyborczego Sącz. W 1890 roku otrzymał honorowe obywatelstwo Starego Sącza.  W 1897 roku został wybrany dyrektorem Krakowskiego Towarzystwa ubezpieczeń. Po wyborze złożył mandat poselski i "godność prezesa powiatowej rady sandeckiej, którą przez piętnaście lat sprawował". We wrześniu 1897 roku został ponownie wybrany posłem.. Pochowany na cmentarzu Rakowickim w kwaterze IX.